# Rivière-Saas-et-Gourby
Rivière-Saas-et-Gourby település Franciaországban, Landes megyében. Lakosainak száma 1425 fő (2022. január 1.). Rivière-Saas-et-Gourby Angoumé, Magescq, Mées, Orist, Saint-Geours-de-Maremne, Saubusse, Siest, Tercis-les-Bains és Saint-Paul-lès-Dax községekkel határos.

## Népesség
A település népessége az elmúlt években az alábbi módon változott:
| Lakosok száma | 698  | 675  | 809  | 1107 | 1238 | 1240 | 1217 | 1257 | 1324 | 1425 |
|               | 1968 | 1982 | 1990 | 2006 | 2013 | 2015 | 2017 | 2019 | 2020 | 2022 |